# Кратополітика
Кратополі́тика (від грец. Κράτος «сила», «влада» і грец. πολιτική «державна діяльність») — термін, запропонований шведським вченим Рудольфом Челленом. Означає виділення питань політичної влади в окрему дисципліну, яка розглядає перш за все не формально-юридичну сторону правління, але «силове» підґрунтя, приховане за правовим і «декларативним» фасадом.
Кратополітичний підхід ставить у центр дослідження реальну структуру здійснення владних функцій, яка може як збігатися з формальними владними інститутами, так і не збігатися з ними.
Термін не набув широкого вжитку.
Юхан Рудольф Челлен (швед. Johan Rudolf Kjellén; 1864–1922) — шведський соціолог і політолог, також є автором терміна «геополітика».